# Mazatechi

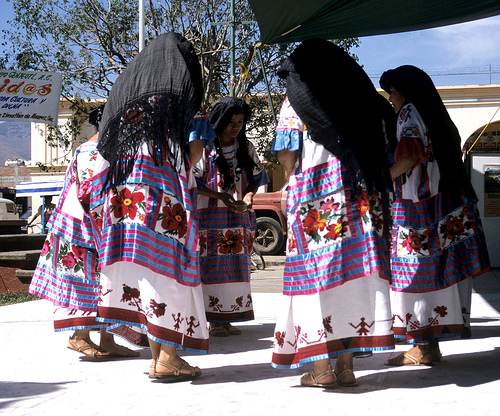
Ragazze mazateche danzano a Huautla de Jimenez

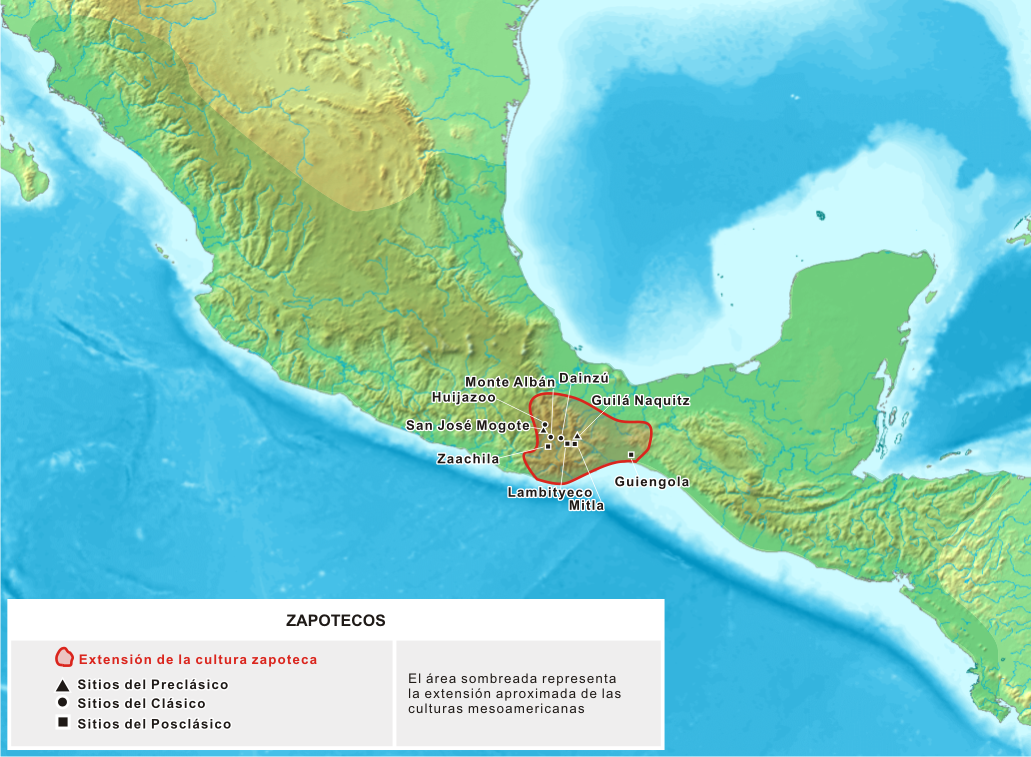
Il territorio degli Zapotechi e dei Mazatechi

I Mazatechi sono una società nativa americana stanziata in Messico. Vivono nelle montagne nei pressi di Oaxaca e la loro capitale era Huantla. Oggi sopravvivono da 18.000 a 20.000 individui appartenenti a questa tribù.

## Lingua
I Mazatechi parlavano vari dialetti appartenenti alla famiglia linguistica degli Zapotechi, una popolazione vicina.

## Storia
I Mazatechi erano inizialmente sottomessi all'impero azteco insieme agli Zapotechi. Poi, con l'arrivo di Cortés nel 1521, lo stato di Oaxaca, appartenente ai Mazatechi, andò sotto la dominazione spagnola. Nel 1535, con l'arrivo dei Domenicani in America, i Mazatechi ricevettero vari aiuti grazie all'attività missionaria e quindi sopravvissero. Il Governo del Messico riconobbe l'autonomia tribale fino al 1857. Nel 1869 morì l'ultimo capo indiano dei Mazatechi. Oggi i Mazatechi vivono nelle riserve indigene dello Stato di Oaxaca.

## Religione
I Mazatechi veneravano molti animali tra cui il serpente, la pantera, l'alligatore e l'aquila. Si credeva che l'anima, dopo la morte, attraversasse il regno animale e in seguito si reincarnasse in un altro animale. Le cerimonie più praticate erano il battesimo, il matrimonio e il funerale.

## Uso di allucinogeni
Le tradizioni mazateche includono la coltivazione di enteogeni per fini spirituali, ritualistici, terapeutici e più in generale di cura. Diverse piante e funghi sono usati con questo scopo: i funghi allucinogeni, i semi psicoattivi delle belle di giorno (come ipomoea violacea, rivea corymbosa) e salvia divinorum. Quest'ultima pianta è conosciuta dagli sciamani mazatechi col nome di Ska María Pastora, nome che fa riferimento alla Vergine Maria. L'uso dei funghi risale a pratiche molto antiche, di cui si hanno prove archeologiche (per la precisione etnoarcheobotaniche) provenienti da civiltà pre-colombiane come i Maya e gli Aztechi.